# یالون
یالون (انگلیسی: Yulon) شرکت خودروسازی تایوانی است، که در سال ۱۹۵۳ تأسیس شد.